# Схеми подрібнення
Схеми подрібнення в стержневих і кульових млинах

## Загальний опис
Класифікація схем подрібнення здійснюється за такими ознаками: — число стадій подрібнення в схемі (одно-, дво- і багатостадійні); — вид циклу подрібнення в першій стадії (відкритий, повністю замкнений, частково замкнений); — місце завантаження вихідного матеріалу (у млин або у класифікатор); — наявність або відсутність поєднаних операцій попередньої і перевірної класифікації; — наявність або відсутність операцій контрольної класифікації.
Схеми подрібнення, подібно схемам дроблення, складаються з окремих стадій, що включають операцію подрібнення і супутні їй операції класифікації (рис.). Залежно від необхідної крупності подрібнення розрізняють: крупне подрібнення, що дозволяє одержати подрібнений продукт, який містить 50—60 % класу — 0,074 мм, середнє подрібнення — 60—85 % класу — 0,074 мм і тонке подрібнення — понад 85 % класу — 0,074 мм.

## Одно- та двостадійні схеми подрібнення
Різноманітність схем подрібнення обумовлена різноманітністю їхнього використання. Одностадійні схеми подрібнення залежно від характеристики живлення, стадійності подрібнення і необхідної крупності подрібненого продукту використовують за варіантами:
– схеми А, Б і Ж застосовуються тільки в багатостадійних схемах подрібнення, тому що при одностадійному подрібненні вони неефективні;
– схеми В і Е застосовуються при крупності вихідної руди понад 10 мм і невеликому вмісті в ній шламів;
– схеми Г, Д, Ж і З застосовуються при дрібній руді, що містить не менше 15 % готового по крупності продукту, крім того, схеми Д і З використовуються лише при необхідності виділення в самостійний продукт первинних шламів і розчинних солей для їх наступної роздільної обробки.
З одностадійних схем найчастіше використовується схема В. Звичайно ж одностадійні схеми застосовуються при необхідності подрібнення руди до 55–60 % класу — 0,074 мм. Але на збагачувальних фабриках малої продуктивності за рахунок зниження навантаження на млини одностадійні схеми застосовують і для більш тонкого подрібнення.
Переваги одностадійних схем у порівнянні з двостадійними полягають в їхній меншій матеріалоємності, простоті компонування, обслуговування і ремонту, і, крім того, вони вимагають менших капітальних витрат. Однак при застосуванні одностадійних схем важко одержати тонкий злив класифікатора і здійснити стадійне збагачення руди, виняток становлять схеми Е, Ж, З, але в цих схемах дуже великий фронт класифікації.
Двостадійні схеми подрібнення підрозділяють на три групи в залежності від виду циклу подрібнення на першій стадії.
До першої групи відносять двостадійні схеми з відкритим циклом у першій стадії подрібнення — АВ, АГ, АД, АЖ, АЗ.
Схеми АВ, АГ, АД прості в регулюванні, мають невеликий фронт класифікації, але одержання тонкого продукту утруднене. Схема АВ застосовується на магнітозбагачувальних, а іноді і на флотаційних фабриках, що переробляють дрібновкраплені руди.
Схеми АГ і АД застосовують на збагачувальних фабриках великої продуктивності при крупності подрібненого продукту до 55 — 80 % класу — 0,074 мм. Схеми АЖ і АЗ більш складні в регулюванні, їх супроводжує дуже великий фронт класифікації, але вони дозволяють одержати тонкий кінцевий продукт крупністю до 80—95 % класу — 0,074 мм.
Схеми АЖ і АЗ застосовують при переробці тонковкраплених руд, а також при необхідності здійснити їхнє стадіальне збагачення методом флотації.
Перша стадія подрібнення здійснюється звичайно в стержневих млинах, що дає можливість збільшити крупність живлення до 25 мм.
Друга група представлена двостадійними схемами з цілком замкненим циклом подрібнення в першій стадії — ВВ, ВГ, ВД, ВЖ, ВЗ. Ці схеми часто використовуються на збагачувальних фабриках середньої і великої продуктивності при переробці руд різного речовинного складу.
Схеми ВВ, ВГ, ВД дозволяють одержати кінцевий продукт крупністю до 80 % класу — 0,074 мм, а схеми ВЖ і ВЗ — до 95 % цього класу. Перевагою схем другої групи є простота компонування, можливість одержання тонкого кінцевого продукту і здійснення стадійного збагачення руди. Однак у схемах використовується багато класифікаторів і процес важко регулювати.
До третьої групи належать двостадійні схеми з частково замкненим циклом подрібнення в першій стадії — ІВ, ІЕ. Ці схеми використовуються при багатостадійному подрібненні. Схема ІВ дозволяє одержати кінцевий продукт крупністю 55—80 % класу –0,074 мм, схема ІЕ — 80—95 % цього класу. Схеми ІВ і ІЕ відрізняються простотою регулювання і, крім того, при їхньому використанні самородні метали не накопичуються в циклі подрібнення. Недоліком цих схем є необхідність використання транспортних засобів або жолобів із крутим нахилом для передачі пісків з першої стадії в другу.
Багатостадійні схеми подрібнення АГГ і АГД застосовують рідко і, в основному, на збагачувальних фабриках великої потужності, що переробляють дрібновкраплені руди при крупності живлення 25–30 мм. Схеми АГГ і АГД дозволяють виконувати стадійне збагачення руди. Найчастіше перша стадія здійснюється в стержневих млинах.

## Схеми рудного самоподрібнення
Див. також Самоподрібнення.

Схеми само- і напівсамоподрібнення використовуються на фабриках великої і дуже великої продуктивності у випадку одержання технологічних переваг при заміні сталевого подрібнюючого середовища рудним або у випадках, коли фізичні властивості руди (вологість, глинястість) не дозволяють її ефективно подрібнювати. У той же час процес самоподрібнення не універсальний, для самоподрібнення руди повинні мати певні властивості. Вибір процесу самоподрібнення повинен ґрунтуватися на вивченні рудної бази і властивостей руди, а також на результатах промислових випробовувань процесу самоподрібнення. Властивості руди визначають схему самоподрібнення і заходи, які повинні бути передбачені в ній для боротьби зі шматками критичної крупності, а також для інтенсифікації процесу.

## Вибір схеми подрібнення
Схема подрібнення збагачувальної фабрики вибирається звичайно після проведення дослідно-промислових випробовувань подрібнюваності корисної копалини. Вибір схеми подрібнення проектованої фабрики здійснюється залежно від фізичних властивостей корисної копалини, крупності початкового і кінцевого продуктів подрібнення, продуктивності фабрики, необхідності роздільної обробки пісків і шламів, необхідності стадійного збагачення.
Одностадійні схеми подрібнення без контрольної класифікації зливу застосовують тільки в одностадійних схемах збагачення, при малій продуктивності фабрики і невеликому ступені подрібнення.
Двостадійні схеми подрібнення з відкритим циклом у першій стадії при використанні в ній стержневих млинів може ефективно застосовуватися лише на фабриках великої продуктивності і при підвищеній крупності початкового і кінцевого продуктів.
Двостадійні схеми подрібнення з цілком замкненим циклом у першій стадії при використанні в ній кульових млинів застосовують при необхідності тонкого помелу руди або в двостадійних схемах збагачення.
Двостадійні схеми подрібнення з частково замкненим циклом у першій стадії застосовують щоб уникнути можливості накопичення корисних компонентів у циклах подрібнення.
Багатостадійні схеми подрібнення застосовують у багатостадійних схемах збагачення.
На більшості рудозбагачувальних фабрик підготовка корисної копалини здійснюється в усереднених умовах. Усередненими умовами роботи можна вважати наступні: склад руди дозволяє здійснити її дроблення в сухому вигляді до крупності 10 — 20 мм, кінцева крупність подрібненого продукту перед збагаченням не перевищує 60 — 65 % класу — 0,074 мм, вкраплення і властивості мінералів не вимагають стадіального збагачення. У цьому випадку конкурентоспроможними варіантами рудопідготовки будуть наступні:
– руда дробиться до 10 — 15 мм і подрібнюється за одну стадію у великих кульових млинах (з решітками або з центральним розвантаженням), що працюють у замкненому циклі з гідроциклонами;
– руда дробиться до 20 мм і надходить на двостадійне подрібнення за схемами АГ або АЕ, у яких перша стадія здійснюється в стержневих млинах, а друга — у кульових (подвійного, у порівнянні зі стержневими, об'єму), що працюють у цілком замкненому циклі з гідроциклонами;
– руда дробиться до 300 мм і направляється на рудне само- або напівсамоподрібнення.
Остаточний вибір варіанта схеми подрібнення здійснюється шляхом експериментальної перевірки і техніко-економічного порівняння конкуруючих варіантів.

## Розрахунок схем подрібнення
Крупність продуктів подрібнення оцінюють за їх гранулометричним складом. Продукти характеризують умовною максимальною крупністю dн і вмістом розрахункового класу крупності β. За розрахунковий найчастіше приймають клас крупністю — 0,074 мм (95 % цього класу відповідають крупності dн= 0,074 мм).
Для характеристики тонких продуктів розрахунковими класами можуть бути 0,040 і 0,020 мм, а для характеристики грубих продуктів — класи 0,20 і 0,15 мм.
Розрахунок мас продуктів схеми подрібнення виконується постадійно з урахуванням особливостей обраного варіанта стадії і гранулометричного складу продуктів подрібнення.
Для подрібнення корисних копалин застосовують головним чином барабанні циліндричні млини таких типів: — МСЦ — млини стержневі з центральним розвантаженням, — МШЦ — млини кульові з центральним розвантаженням, — МШР — млини кульові з розвантаженням через решітки, — ММС — млини мокрого самоподрібнення з розвантаженням через решітки, — МРГ — млини рудногалькового подрібнення з центральним розвантаженням.
Тип застосовуваного млина визначається крупністю вихідного матеріалу, необхідним розміром подрібненого продукту, шламоутворенням матеріалу при подрібненні і змочуваністю поверхні зерен після подрібнення.

## Вибір обладнання до схеми подрібнення
Млини
Стержневі млини з центральним розвантаженням (МСЦ) застосовують для мокрого грубого подрібнення різних матеріалів крупністю до 20 мм (іноді до 40 мм) з одержанням подрібненого продукту з максимальною крупністю 0,5 — 6 мм. Подрібнений продукт виходить одноманітним і рівномірним за крупністю і являє собою ідеальне живлення для кульових млинів. Стержневі млини звичайно працюють у першій стадії багатостадійних схем збагачення при направленні подрібненого продукту першої стадії в цикл збагачення (наприклад, у схемах збагачення магнетитових, олов'яних, вольфрамітових руд). Стержневі млини застосовують також у першій стадії подрібнення поліметалічних руд.
Кульові млини з центральним розвантаженням (МШЦ) застосовують для одержання тонкоподрібненого продукту з максимальної крупністю до 0,2 мм. Подрібнений продукт кульових млинів виходить рівномірним за крупністю. Щоб уникнути переподрібнення матеріалу, кульові млини звичайно використовують у замкненому циклі з гідроциклонами. Оптимальним живленням для млинів цього типу є подрібнений продукт стержневих млинів крупністю до 6 мм або інший аналогічний матеріал.
Кульові млини з розвантаженням через решітки (МШР) застосовують для одержання продукту з максимальною крупністю частинок до 0,4 мм. Оптимальні результати подрібнення у млинів цього типу одержують при живленні їх вихідним продуктом дробарок дрібного дроблення крупністю до 10 мм. У млини можна завантажувати і більш крупний матеріал (до 40 мм) при відповідному зниженні питомої продуктивності.
Млини типу МШР мають велику питому продуктивність у порівнянні з млинами типу МШЦ, але більш складні в конструктивному відношенні. Млини типу МШР застосовують у схемах переробки середньовкраплених руд і в першій стадії збагачення руд з агрегатним вкрапленням, які збагачують за багатостадійними схемами.
Млини рудного само- і напівсамоподрібнення (ММС і МРГ) використовують при переробці залізних, золотовмісних, мідномолібденових, алмазовмісних і інших руд.
При переробці золотовмісних руд з подальшим ціануванням виключаються втрати золота з залізним скрапом і крихтою, знижується витрата ціаніду і поліпшуються умови праці на кварцових і силікозонебезпечних рудах.
При флотації молібденових руд використання млинів цього типу дає приріст показників у зв'язку з меншим «назалізненням» лусочок молібденіту. З цієї причини рудногалькові млини можуть виявитися вигіднішими в циклі розділення колективних поліметалічних концентратів.
Живленням млинів мокрого самоподрібнення (ММС) є продукт дробарок крупного дроблення з розміром кусків до 400—500 мм. Подрібнений продукт залежно від крупності вихідного матеріалу, його фізичних властивостей і питомої продуктивності має крупність 0,2 — 25 мм.
Живленням рудногалькових млинів (МРГ), як правило, служить дроблений продукт млинів ММС. Подрібнений продукт млинів типу МРГ має крупність 0,5 — 0,1 мм і тоншу.
У зв'язку з підвищеною витратою електроенергії, у порівнянні з кульовими млинами, в останні роки знизилася кількість встановлення млинів самоподрібнення і рудногалькових. Млини сухого самоподрібнення на рудному матеріалі практично не застосовуються.
Продуктивність барабанних млинів розраховують за методом подібності, виходячи з практичних даних роботи млинів на подібній сировині при режимах, близьких до оптимального. Розрахунок роблять за питомою продуктивністю або за ефективністю подрібнення. При розрахунку враховують відмінності в подрібнюваності, крупності вихідного і подрібненого продуктів, розмірах і способі розвантаження млина .
Класифікатори і гідроциклони
На збагачувальних фабриках гідравлічні класифікатори використовують для замикання циклу подрібнення, знешламлювання продуктів, розділення вихідного матеріалу перед збагаченням, зневоднення продуктів. З цією метою застосовують головним чином гідроциклони (ГЦ) і класифікатори спіральні з незануреною спіраллю (КСН).
Спіральні класифікатори найчастіше використовують у замкнених циклах подрібнення для одержання готового за крупністю продукту, що направляється на збагачення, рідше їх використовують для відмивання глинистих матеріалів, а також для зневоднення зернистих продуктів.
Спіральні класифікатори в порівнянні з гідроциклонами менше витрачають електроенергії, можуть класифікувати більш крупний матеріал, мають більш тривалі міжремонтні періоди. Основний їхній недолік — висока вартість, менша питома продуктивність та ефективність, великі габаритні розміри. З цієї причини при проектуванні збагачувальної фабрики для встановлення рекомендуються гідроциклони.
Гідроциклони застосовуються для операцій класифікації за крупністю і знешламлювання продуктів подрібнення та дрібного вугілля. Вони використовуються також для згущення пульпи і збагачення. На збагачувальних фабриках використовують головним чином циліндроконічні гідроциклони малих типорозмірів з кутом конусності 10о і великі типорозміри з кутом конусності 20о. Гідроциклони малих діаметрів працюють з відносно високим тиском, великих діаметрів — з низьким тиском.